# Марклеберг
Марклеберг (нем. Markkleeberg) — город в Германии, районный центр, расположен в земле Саксония. Подчинён административному округу Лейпциг. Входит в состав района Лейпциг.  Население составляет 24338 человек (на 31 декабря 2010 года). Занимает площадь 31,36 км². Официальный код  —  14 3 79 450.
Город подразделяется на 9 городских районов.